# Gol contra
Gol Contra (português brasileiro) ou Autogolo (português europeu) é um lance do futebol no qual um jogador faz a bola entrar no gol de sua própria equipe, resultando em gol para a equipe adversária. O gol contra normalmente estigmatiza o seu marcador, em função do prejuízo à sua equipe.
Uma forma comum de gol contra é quando se tenta cortar um cruzamento do adversário. Outra é em mal recuo ao goleiro.
Marcar um gol contra também tornou-se uma metáfora para qualquer ação que prejudique o seu autor.

## Futebol e suas variantes
Exemplos de variantes: futsal, futebol de salão, futebol de Areia, showbol.

### Critérios oficiais
Em 2006, um grupo de estudo técnico da FIFA, aprovou os critérios exatos que definem um gol-contra. Os critérios são:
- Se um chute rumo ao gol acidentalmente toca em um jogador adversário, o gol será dado ao atacante que deu o chute.
- Se um disparo a gol for desviado intencionalmente na direção da meta adversária, o gol será atribuído ao jogador que causou a mudança de direção.
- Se um chute termina desviado em direção ao gol por um membro do time adversário ou do time responsável pelo chute, o gol é atribuído a quem quer que tenha causado o desvio.

De forma mais didática, Andy Roxburgh, diretor técnico da Fifa, deu a seguinte explicação: "Se a bola bate em um jogador do time que chutou ou em um adversário e entra no gol, o tento é anotado para o jogador que deu o chute. Se tiver acontecido uma mudança clara de direção, será um gol contra, ou um gol atribuído ao último jogador a tocar na bola pelo time que chutou".

### Marcação deescanteioao invés de gol contra
A maioria dos métodos de reiniciar a partida não permite a marcação de um gol contra, mesmo que a bola entre diretamente no próprio gol, devendo ser marcado, ao invés disso, um escanteio para a equipe adversária. Estão incluídos nesta regra o pontapé inicial, o tiro de meta, a cobrança de lateral, a própria cobrança de escanteio, e a cobrança de falta (seja ela indireta ou direta). Ou seja, caso um jogador que vá bater a cobrança de escanteio dê um chute para sua defesa e a bola entre diretamente no gol defendido por sua equipe, sem ter tocado em ninguém, o gol contra não poderá ser assinalado, mas sim um escanteio para a equipe adversária.
Tais incidentes são extremamente raros e, em alguns casos, exigem circunstâncias incomuns ou extraordinárias para ocorrer, mas exemplos já ocorreram, conforme relatados abaixo:
Em um jogo da terceira divisão da ocorrido na temporada 1983/84, o jogador Wally Downes, do Millwall Football Club, cobrou um lateral em direção ao seu goleiro, Dave Beasant, que viu a bola entrar diretamente em sua baliza, sem tocar em nenhum jogador. Neste caso, ao contrário do assinalado pelo árbitro da partida, o Millwall Football Club deveria ter sido punido com uma cobrança de escanteio contra. Um exemplo similar aconteceu em um jogo da Premier League em 2002–03, quando o o goleiro Peter Enckelman, do Aston Villa Football Club, não conseguiu dominar a bola que veio diretamente de uma cobrança de lateral de sua equipe, e entrou em sua meta.
Na 16a rodada do Brasileirão 2016, Ramon, do Vitória-BA, cobrou uma falta no campo do seu time recuando para o goleiro Caíque, que teve de se esforçar para evitar que a bola entrasse no gol, jogando-a para linha de fundo. Pelo menos segundo as regras, foi esforço desnecessário, já que se a redonda passasse da linha entre as traves seria escanteio para o adversário igualmente.

### Gols contra célebres
- 1888 — O primeiro gol contra da história foi feito por Gershom Cox, do Aston Villa, que acabou marcando a favor do Wolverhampton, em setembro de 1888.[9]
- 1930 — O primeiro gol contra das Copas do Mundo foi marcado por Manuel Rosas, jogador do  México, em benefício do  Chile, sendo o segundo gol da partida, que terminou em 3 a 0.
- 1978 — Na Copa do Mundo, o jogador holandês Ernie Brandts marca um gol contra, que beneficiou a  Itália. No mesmo jogo, se redimiu do erro, marcando o gol de empate.
- 1991 — Lee Dixon, do Arsenal, marca um gol contra ao tentar recuar a bola para o goleiro David Seaman.
- 1994 — O zagueiro colombiano Andrés Escobar tenta cortar um cruzamento do norte-americano John Harkes, mas manda a bola para as próprias redes. O erro acabou selando a eliminação dos colombianos da Copa de 1994, e teve consequências trágicas para Escobar, que acabou brutalmente assassinado.
- 1998
  - No jogo entre  Brasil e  Escócia, após uma saída errada do goleiro escocês Jim Leighton, o lateral brasileiro Cafu chuta a bola contra Tom Boyd, que marcou gol contra a favor do Brasil, o primeiro em aberturas de Copa. O tento alterou o placar para 2 x 1, que assim ficou até o apito final.
  - Na partida entre  Marrocos e  Noruega, a bola cabeceada pelo zagueiro Henning Berg passa do alcance de Driss Benzekri e o meio-campista Youssef Chippo fez contra, empatando o jogo em 1 a 1.
  - Na partida entre  Nigéria e  Espanha pela Copa de 1998, o meia Garba Lawal tenta cruzar, e o goleiro espanhol Andoni Zubizarreta tenta tirar a bola, mas ela acaba entrando em seu gol. A falha custou a vitória da Fúria, que não se classificou para as oitavas de final da competição.
  - Jamie Pollock, do Manchester City, fez um gol contra que definiu o rebaixamento dos Citizens à terceira divisão inglesa, além da permanência do Queens Park Rangers.
- 2011
  - No jogo entre Citizen e Sun Hei, válido pela primeira divisão de Hong Kong, o nigeriano Baise, do Citizen, marcou um gol num pontapé de bicicleta aos 78 minutos de jogo. Seu time estava a ganhar por 3 a 0, na partida que terminou em 3 x 2 a seu favor.
- 2014
  - O lateral-esquerdo Marcelo marca o primeiro gol da Copa do Mundo de 2014, contra a Croácia, na abertura da competição. Este também foi o primeiro gol contra da Seleção Brasileira em Copas do Mundo, o segundo gol contra de uma seleção anfitriã (o primeiro havia sido na Copa de 1970, quando o jogador do México Javier Guzmán empatou o jogo para Itália, que venceu por 4 a 1) e o segundo em estreias de Copa (o primeiro foi de Tom Boyd, citado acima). O Brasil venceu a partida por 3 a 1.
  - O gol contra do goleiro hondurenho Valladares a favor da França na Copa do Mundo, foi o primeiro gol validado com o uso da tecnologia da linha do gol.[10]
  - O Lanús marcou duas vezes contra em uma prorrogação, no segundo jogo da Recopa. Os gols foram de Gustavo Gómez (102') e Víctor Ayala (111'), na disputa com o Clube Atlético Mineiro, que acabou levando a taça, tendo o placar geral da volta terminado em 4 a 3 (a ida foi 1 x 0 para o Atlético; o tempo normal da volta foi 3 a 2 para o Lanús) e o agregado em 5 a 3. Foram os primeiros gols contra da competição.

- 2016
  - O zagueiro norte-irlandês Gareth McAuley marca o único gol da partida, contra a Seleção Galesa na Eurocopa de 2016, resultando na eliminação da Seleção Norte-Irlandesa.
  - A zagueira sueca Stina Blackstenius marca o segundo gol da Seleção Alemã nos Jogos Olímpicos de 2016, que terminou 2-1 para a Alemanha, o que fez a Seleção da Suécia perder a medalha de ouro e ficar com a prata.
  - O zagueiro vascaíno Rodrigo marca o segundo gol do Santos em jogo pelas oitavas da Copa do Brasil de 2016, que terminou 2-2, fazendo o Vasco da Gama ser eliminado.

- 2017
  - O zagueiro neozelandês Michael Boxall marca o primeiro gol da partida e da Seleção Russa na abertura da Copa das Confederações de 2017, na derrota da Seleção Neozelandesa por 2-0

- 2018
  - O volante brasileiro Fernandinho marca o primeiro gol da partida e da Bélgica nas quartas da Copa do Mundo de 2018, que terminou em 2-1 para a equipe europeia, resultando na eliminação do Brasil.
  - O croata Mario Mandžukić marcou o primeiro gol contra em finais de Copa, o primeiro daquele jogo, que terminou em 4 x 2 para a França, tendo o atacante também marcado depois a favor, o segundo de sua equipe e último da partida, sendo a segunda vez na história da competição que um jogador marcou a favor e contra a sua seleção na mesma partida.

#### Mais de 1 gol contra do mesmo jogador num mesmo jogo
Alguns jogadores ficaram marcados por anotarem mais de 1 gol contra no mesmo jogo. São eles:
- 1976
  -  Chris Nicholl - o norte-irlandês marcou os 4 gols do empate em 2 x 2 do seu time, o Aston Villa, contra o Leicester.[11]

- 2009
  -  Kakhaber Kaladze - o georgiano Kaladze marcou 2 gols contra na partida entre a seleção da Georgia e a Italia, válida pelas eliminatórias da Copa do Mundo de 2010.[12]

- 2011
  -  Goeber, da Cabofriense - O zagueiro chamou a atenção ao marcar dois gols contra num intervalo de quatro minutos, aos 27 e 31 do primeiro tempo, em disputa contra o Botafogo, que no fim venceu por 5 a 0.[13]

- 2013
  -  Jonathan Walters - Quando atuava pelo Stoke City, ele conseguiu uma proeza ainda pior. Além de ter marcado dois gols contra, o primeiro logo antes do intervalo e o segundo aos 17 minutos da etapa complementar, numa tentativa de se redimir, Walters assumiu a responsabilidade de cobrar um pênalti sofrido por sua equipe poucos minutos depois e chutou pra fora.[14]

- 2016
  -  Lucas Mendes - atuando pelo El-Jaish do Qatar, o zagueiro brasileiro marcou 2 gols, e "ajudou" a sua equipe a ser derrotada por 2 a 1.[15]
  -  John McKenna - Marcou os 2 gols da derrota de sua equipe (o Aberystwyth) por 2 a 0 para o Cardiff.[16]

- 2017
  -  Kim Joo-Young - Num amistoso de sua seleção contra a Rússia, ele marcou 2 gols contra em menos de 2 minutos. O primeiro foi marcado apos um cruzamento para a área, que resvalou nele e entrou. Menos de 2 minutos depois, ele tentou cortar o passe, após de uma grande jogada de Zhirkov e matou o goleiro Kim Seung-Gyu.[17]

- 2019
  -  César Mena - Na primeira fase da Copa Libertadores de 2019, o jogador do San José marcou duas vezes ao favor da visitante LDU (alterou o placar para 1 x 2 e 1 x 3). Detalhe que ele não foi o único a golpear a própria equipe, pois Christian Cruz, da LDU, também marcou (apenas uma vez) para o outro lado (2 x 3). A partida terminou em 3 x 3.[18] Nas duas partidas seguintes o time boliviano voltou a marcar contra: com Gútierrez, o último tento na derrota de 6 x 1 para o Flamengo, no RJ; e novamente Mena, na vitória em casa de sua equipe perante o Peñarol  (3 x 1), quando tirou o marcador rival do zero, deixando a contagem em 2 x 1. O jogador quebrou dois recordes negativos: tornou-se o primeiro a fazer mais de um gol contra em um único jogo de Libertadores e o primeiro a fazer mais de dois em uma mesma edição da competição.[19]

#### Gols contra propositais
- 1994 - Partida entre Barbados e Granada, válida pela Copa do Caribe, em 1994 - Devido ao regulamento, que favorecia o gol na prorrogação (o gol na prorrogação valia 2), a equipe de Barbados, precisando vencer por 2 gols de diferença, fez um gol contra ao final do jogo para empatá-lo em 2x2 e levar o mesmo para a prorrogação. Este gol contra acabou valendo a pena, já que na prorrogação esta equipe marcou um gol logo aos 7 minutos da prorrogação. Pelo regulamento do campeonato, este gol valeu por 2, e culminou com a classificação da equipe para a Segunda Fase.[20][21]
- 1997 - A partida DiBufala 3 x 1 Barcelona válida pela terceira e última rodada da primeira fase da Copa Intercontinental de Futsal 1997, entrou para a história como o jogo de futsal mais bizarro de todos os tempos, já que nenhuma das 2 equipes fazia questão de sair de quadra com a vitória. Por conta disso, após um primeiro tempo morno que terminou empatado em 1 x 1, o Barcelona marcou, seguidamente, 2 gols contra de propósito. Depois disso, o seu goleiro passou o resto do jogo na quadra adversária a fim de tentar evitar que o DiBufala fizesse o mesmo.[22][23] Isso ocorreu pois quem ganhasse enfrentaria o favorito Internacional na semi-final da competição.[24][22][25]
- 1998 - Tailândia 3–2 Indonésia (Tiger Cup de 1998): um jogador indonésio fez o terceiro gol tailandês, para evitar um confronto contra o Vietnã, na semi-final da competição.[26]
- 2002 — Em 31 de outubro, um recorde de gols contra ganhou as manchetes mundiais em Madagáscar. SOE Antananarivo e AS Adema protagonizaram um jogo fora do comum, pois o time de Antananarivo marcou 149 gols - todos a favor do Adema. O ato foi um protesto dos jogadores do SOE em relação às arbitragens que prejudicariam a equipe, que pagou pela atitude: foi suspensa de qualquer competição a partir daquela data.

#### Outros casos curiosos de gols contra
- Em 2009, o zagueiro Emerson Nunes, então jogador do Botafogo, ganhou notoriedade por ter feito dois gols contra em duas partidas de final seguidas, sendo um na final Taça Rio e outro na partida seguinte, na primeira decisão do Campeonato Carioca, ambos contra o Flamengo.[27]
- O zagueiro brasileiro Durval se tornou o primeiro jogador a marcar 2 gols contra em 2 finais de Libertadores diferentes. A primeira vez, em 2005, o zagueiro balançou as próprias redes para empatar a primeira partida da final para o São Paulo (o jogo terminou em 1 a 1).[28] Já em 2011, o jogador novamente marcou um autogolo. Dessa vez, a favor do Peñarol, no jogo de volta. A partida terminou 2 a 1 para o Santos e o zagueiro conquistou seu primeiro título de Libertadores.[29]
- Nas oitavas-de-final da Taça de Inglaterra de 2012, o Liverpool goleou o Brighton por 6 x 1, tendo o time perdedor feito três gols contra (2 x 1, 4 x 1 e 5 x 1), sendo o último, de Lewis Dunk, com domínio no peito e levantada antes da bola balançar a rede.[30]
- Em 2024, pela Copa Libertadores, o Palestino fez dois gols contra no mesmo jogo, que beneficiaram o Bolívar, dono da casa. Bizama e Martínez, um em cada tempo, foram os autores, abrindo 2 a 0 em favor do adversário, que ao fim venceu por 3 a 1.[31] No outro jogo do mesmo grupo, começado no mesmo horário, o Milionarios, em desvio de Vargas, também marcou contra si mesmo. Foi o segundo gol do mandante Flamengo, ganhador por 3 a 0.[32]

## Em outros esportes

### Hóquei no gelo
No Hóquei no Gelo, o crédito o gol contra vai para o último jogador do outro time que tocou por último o puck; isso ocorre porque os próprios gols no hóquei são tipicamente casos em que o jogador assim creditado teve o chute desviado, mas essa convenção é usada mesmo quando não é esse o caso. Ocasionalmente, também é creditado ao jogador mais próximo do gol da outra equipe se ele estiver determinado a fazer com que o jogador adversário lance a bola para a rede errada. Assistências não são concedidas em um gol contra, porque a equipe defensora tem a posse do disco entre qualquer passe e o próprio gol. Ocasionalmente na NHL, os jogadores têm direcionado o disco para sua própria rede vazia, seja no final do jogo ou por causa de uma chamada de penalidade atrasada. Esta foi a situação que resultou em Billy Smith dos New York Islanders se tornar o primeiro goleiro a receber crédito por um gol na NHL.

### Hóquei no campo
O tratamento dos "gols contra" no hóquei em campo variou nos últimos anos. Em 2013, a Federação Internacional de Hóquei (FIH) implementou uma "experiência obrigatória" de tal forma que um desvio de um tiro de fora do círculo de tiro de um defensor seria equivalente a um toque de um atacante, e assim se o tiro continuasse no gol pontuação seria contada. Isso se mostrou impopular e a mudança foi revertida.
Atualmente a regra 8.1 afirma que "Um gol é marcado quando a bola é jogada dentro do círculo por um atacante e não viaja para fora do círculo antes de passar completamente sobre a linha do gol e sob a trave." Esclarecimento adicional: "A bola pode ser jogada por um defensor ou tocar seu corpo antes ou depois de ser jogada no círculo por um atacante." Assim, um "gol contra" pode ocorrer, mas em tais situações o gol provavelmente ser creditado ao atacante cuja jogada inicial no círculo foi necessária para o gol ficar em pé.

## Ver Também
- Lista de gols contra em Copas do Mundo FIFA